# Cyathium

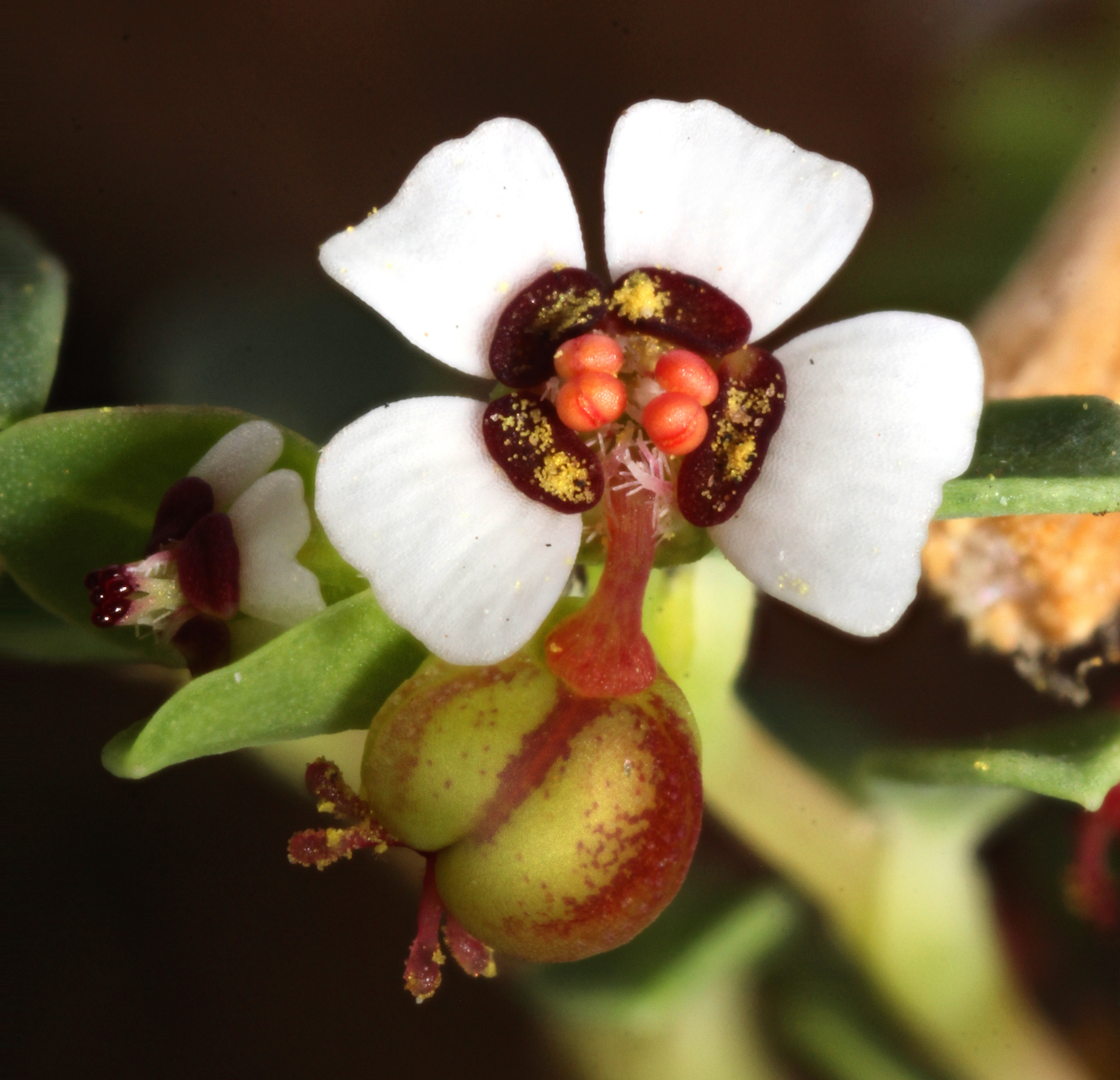
Euphorbia albomarginata mit weißen petaloiden Anhängseln und violetten Nektardrüsen

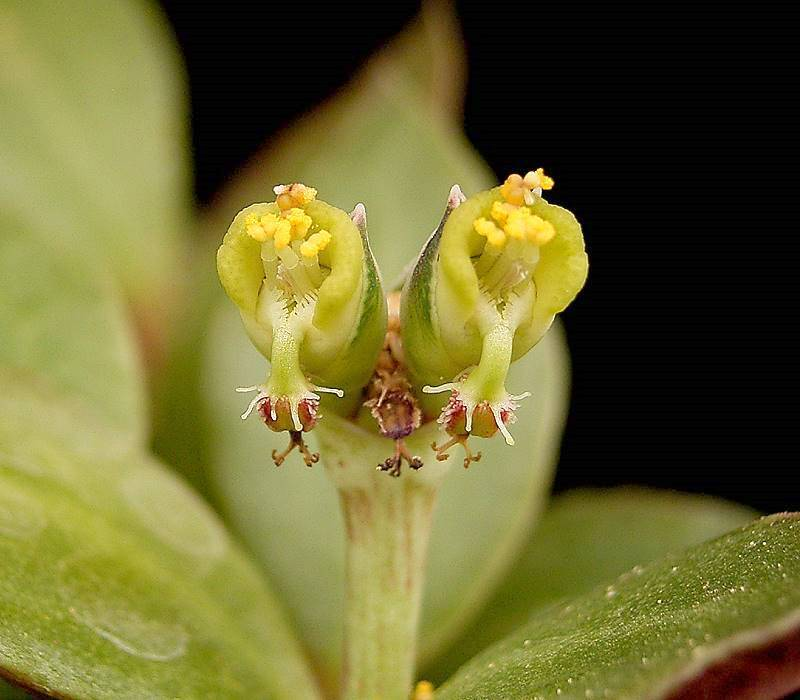
Euphorbia neostolonifera mit ausladendem Fruchtknoten mit einem Perianth aus drei dreizipfligen Lappen und hufeisenförmig verwachsenen Nektardrüsen

Ein Cyathium (griechisch kyathion „kleiner Becher“) ist der rückgebildete, scheinblütige und komplexe, zymöse Blütenstand bei Wolfsmilch (Gattung Euphorbia) und einigen anderen Untertaxa der Familie der Wolfsmilchgewächse (Euphorbiaceae), der wie eine einzelne Blüte erscheint.
Ein zwittriges Cyathium besteht aus
- fünf (selten vier) Brakteen. Das sind kleine, verwachsene Hochblätter, die eine becherförmige Blütenhülle (Involukrum, griechisch: Umhüllung) bilden. Die oft innseitig gebildeten und oft gefransten, oberen „Zipfel“ (büschelförmige Deckblätter der männlichen Blüten) bedecken anfangs wie der Zentralverschluss einer Kamera die Öffnung des Involukrums. Mit diesen wechseln ab
- fünf (nur terminal) oder vier, fleischige Nektardrüsen, es sind Nebenblätter der involuklaren Hochblätter, sie sind zu Interfoliarstipeln umgewandelt. Dabei bilden die zwei benachbarten Nebenblätter zweier Blätter eine Nektar produzierende Drüse, die untereinander manchmal verschmolzen sind.
- Einer auf dem Grund des Involukrums zentral stehenden, reduzierten, meist nackten, gestielten weiblichen Blüte (Gipfelblüte, Gynophor), die oft nur aus einem dreifächrigen Fruchtknoten mit drei ästigen Griffeln besteht und umrandet ist von
- fünf Gruppen, in wickligen Blütenständen, reduzierter, meist nackter, oft nur aus einem einzelnen Staubfaden bestehenden, gestielten männlichen Blüten. Sie stehen am Grund in den Achseln der involuklaren Hochblätter. Es können weitere kleine Deckblätter (Lacinien, Sepalschuppen) vorhanden sein.[4][5][6][7]

Die Cyathien können aktinomorph oder zygomorph sein.
Es kann bei den Blüten selten auch ein kleines Perianth vorhanden sein. Es sind männliche, weibliche und zwittrige Cyathien möglich.
Der blütenähnliche Charakter der Cyathien wird durch die oft leuchtend gefärbten Nektardrüsen und häufig ihrer kronblattartigen (petaloiden) Anhängsel hervorgehoben. Auch die nur unter dem Cyathium der Euphorbien, meistens vorkommenden, oft auffällig gefärbten, mehr oder weniger ausgebildeten Vor- oder Hochblätter tragen dazu bei. Sie ersetzen zusammen die fehlenden Kronblätter der Einzelblüten. Diese unteren, meistens paarigen, oft aufrechten und becherförmigen oder auch abstehenden, speziellen Hochblätter werden Cyathophyllen genannt.
Die folgenden Querschnitte durch zwittrige Cyathien veranschaulichen deren ungewöhnlichen Aufbau.
|  |  |

Legende:
| b   | Hochblatt, Brakteole (Cyathophylle)                                                                       |
| i   | Blütenhülle, Involukrum                                                                                   |
| g   | Nektardrüse                                                                                               |
| ag  | Anhängsel der Nektardrüse                                                                                 |
| bo  | Zipfel der Blütenhülle, Braktee                                                                           |
| mf  | Männliche Blüte, ein gestielter Staubfaden, der an der Spitze zwei Antheren trägt                         |
| jmf | Unreife männliche Blüte                                                                                   |
| a   | Staubbeutel, Anthere                                                                                      |
| pmf | Stiel der männlichen Blüte                                                                                |
| ff  | Weibliche Blüte, ein kurz gestielter Fruchtknoten mit den drei ästigen Griffeln, welche die Narben tragen |
| o   | Fruchtknoten, Ovarium                                                                                     |
| s   | Griffel                                                                                                   |
| pff | Stiel der weiblichen Blüte                                                                                |

Die Cyathien stehen nur selten einzeln, sondern meist in zymösen, komplexen, zusammengesetzten Blütenständen zweiter Ordnung: in Trugdolden, auf dichotomisch gegabelten Stielen oder in so genannten einfachen Zymen mit einem zentralen Cyathium und zwei seitlichen Cyathien.
Bei einer Gruppe madagassischer Arten (E. aureoviridiflora, E. capmanambatoensis, E. iharanae, E. leuconeura, E. neohumbertii, E. viguieri) besteht die Tendenz, aus den Zymen ein weiteres Pseudanthium zu bilden. Vermutlich als Anpassung an eine Befruchtung durch Vögel haben sich die Cyathien spezialisiert: Die meisten Cyathien haben aufrecht stehende Cyathophyllen, die sie schützend umschließen, die Nektardrüsen dadurch aber unzugänglich machen. Zum Ausgleich stehen zwischen ihnen nackte, sterile Cyathien, deren einzige Aufgabe die Nektarproduktion ist.

## Galerie
Die folgenden Fotos zeigen Beispiele häufig vorkommender Formen von Blütenständen, Cyathien, und deren Details.

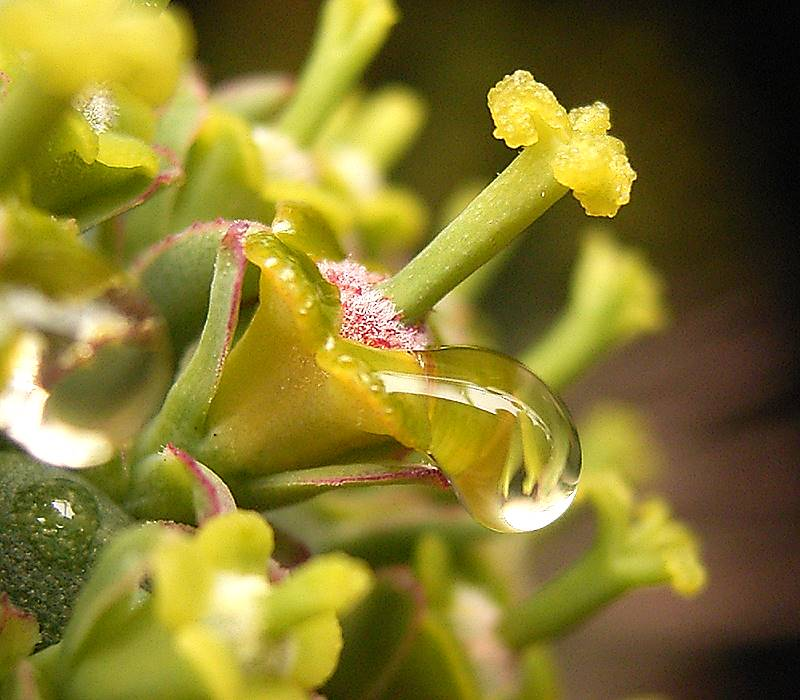
Einzelnes Cyathium (hier einer weiblichen Pflanze) von Euphorbia mammillaris mit Nektartropfen
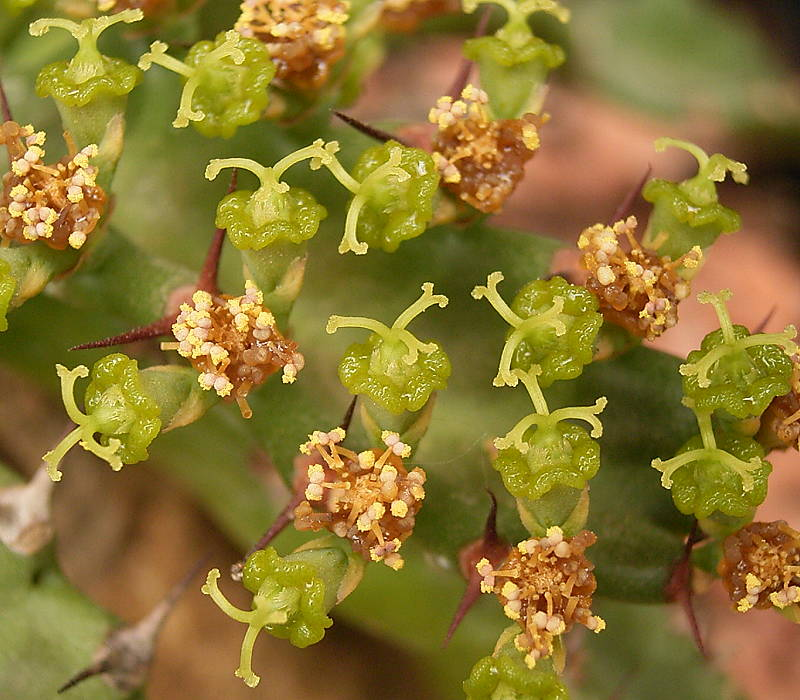
Blütenstände der Euphorbia stellata in so genannten einfachen Zymen. Die zentralen Cyathien sind im männlichen, die seitlichen Cyathien im weiblichen Stadium.
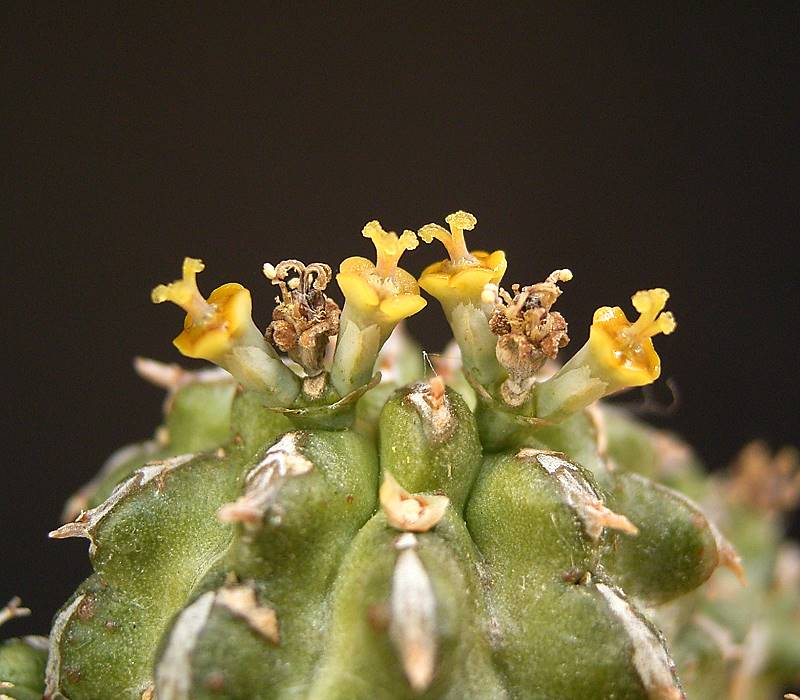
Einfache Zymen bei Euphorbia sepulta mit bereits welken zentralen Cyathien
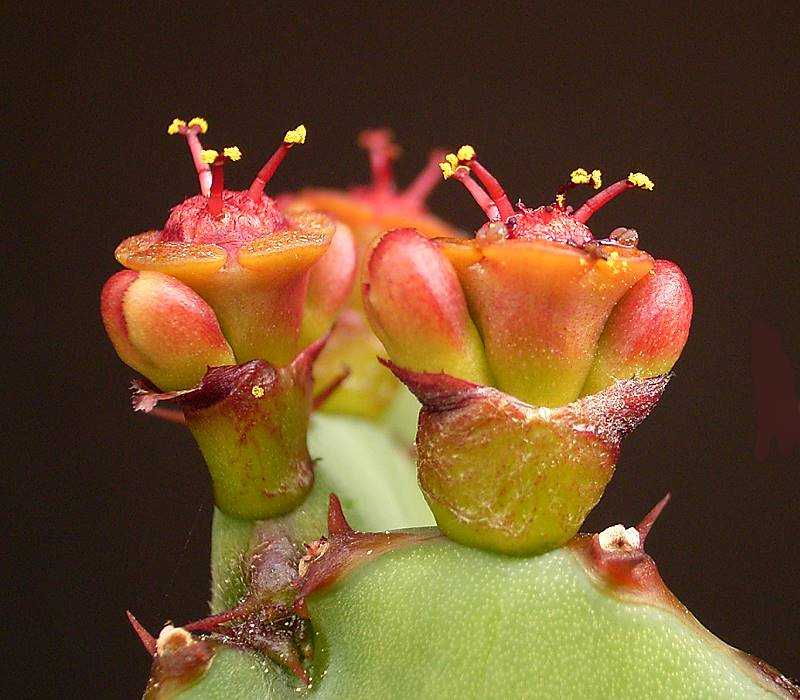
Einfache Zymen bei Euphorbia opuntioides mit den seitlichen Cyathien im Knospenzustand
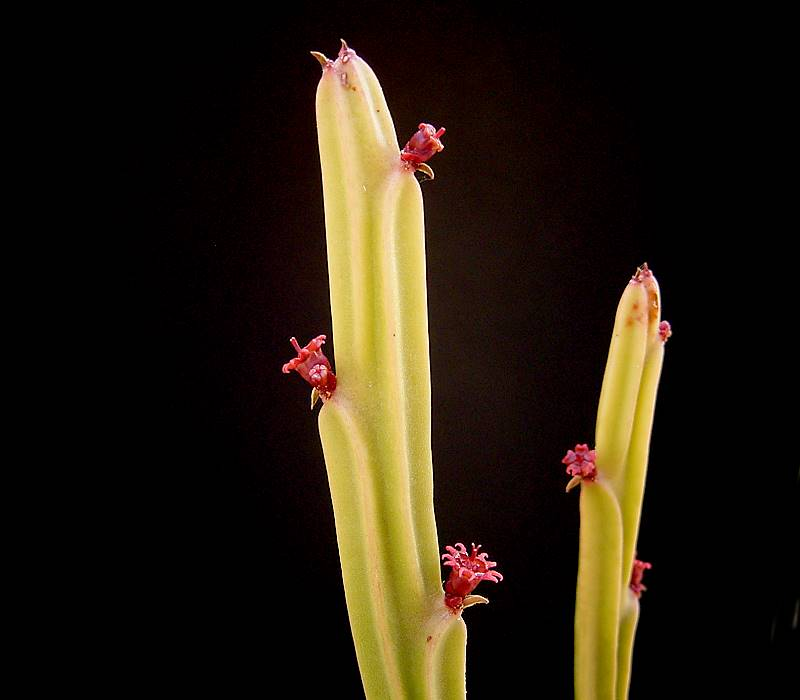
Bei Euphorbia attastoma erscheinen die roten Cyathien einzeln oder in kleinen Gruppen
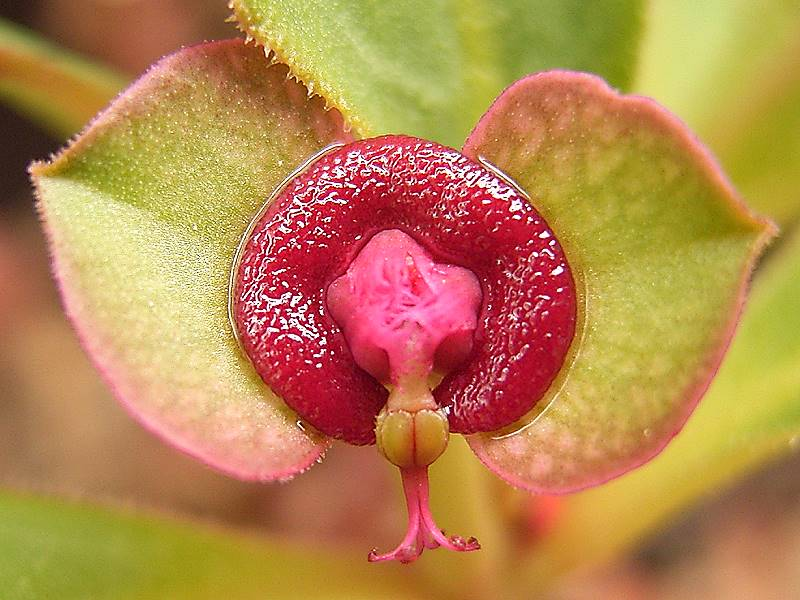
Bei Euphorbia mafingensis ahmen die hufeisenförmig verschmolzenen Nektardrüsen in Farbe und Geruch Aas nach. Unter dem Cyathium steht ein Paar grüner Hochblätter.
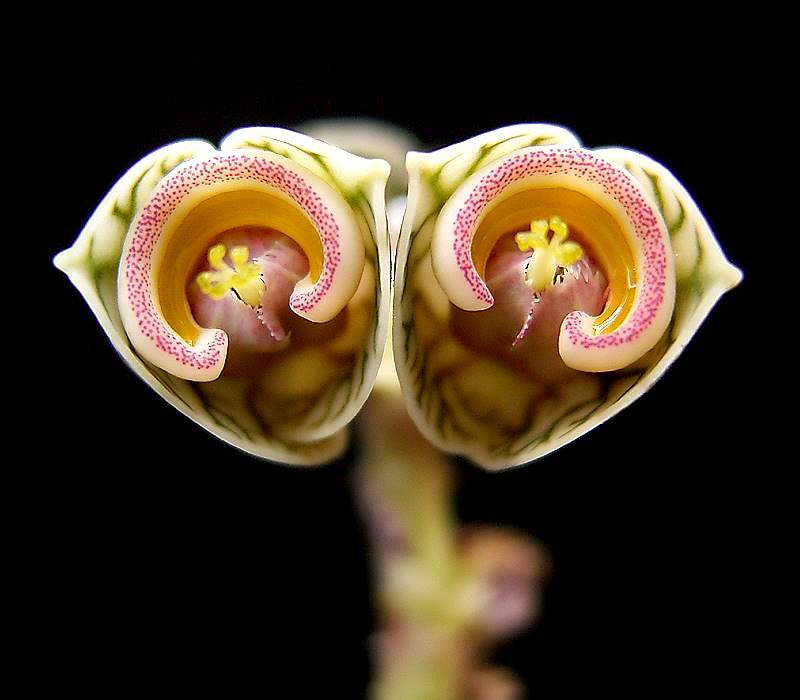
Auch bei Euphorbia echinulata sind die auffallenden Nektardrüsen hufeisenförmig verschmolzenen
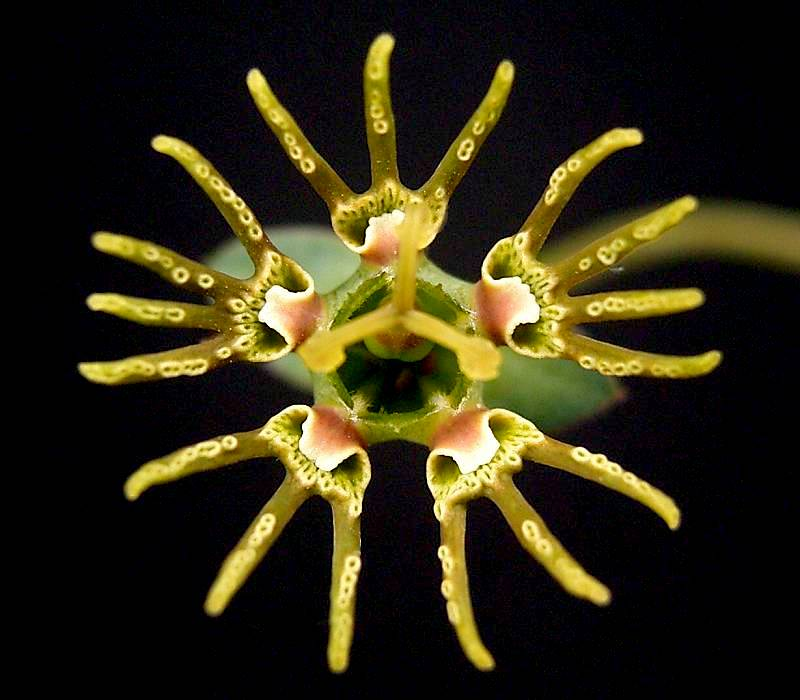
Bei Euphorbia globosa ist die Höhlung des Involukrums gut erkennbar. Die Nektardrüsen tragen fingerförmige Anhängsel
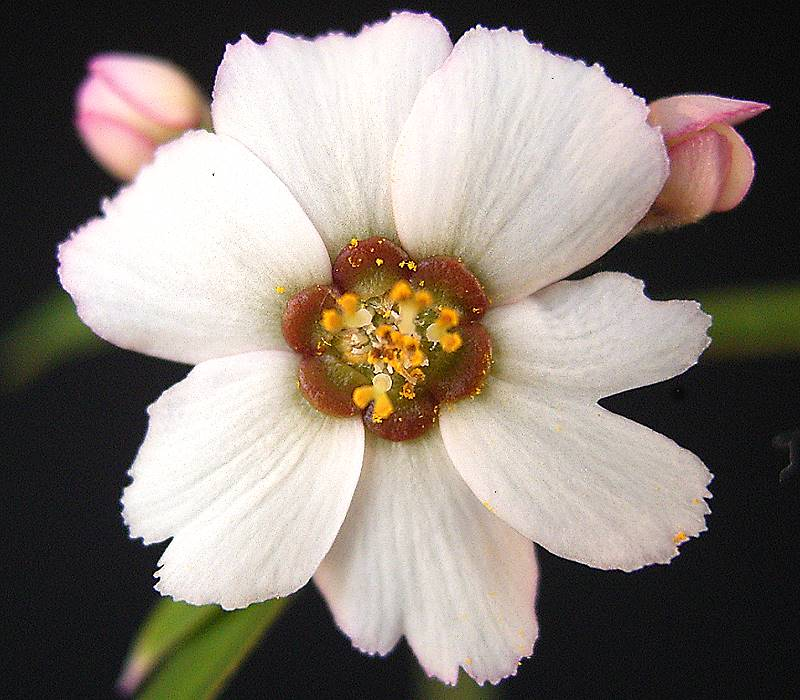
Bei Euphorbia xanti haben die rotbraunen Nektardrüsen weiße, Kronblatt-artige Anhängseln
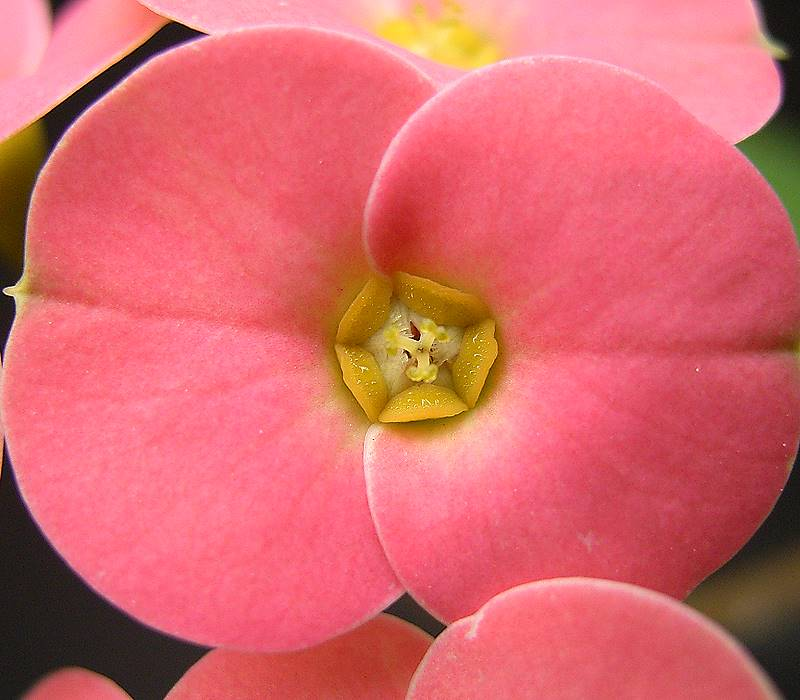
Der Christusdorn (Euphorbia milii) trägt ein Paar abgespreizter Cyathophyllen unter dem Cyathium
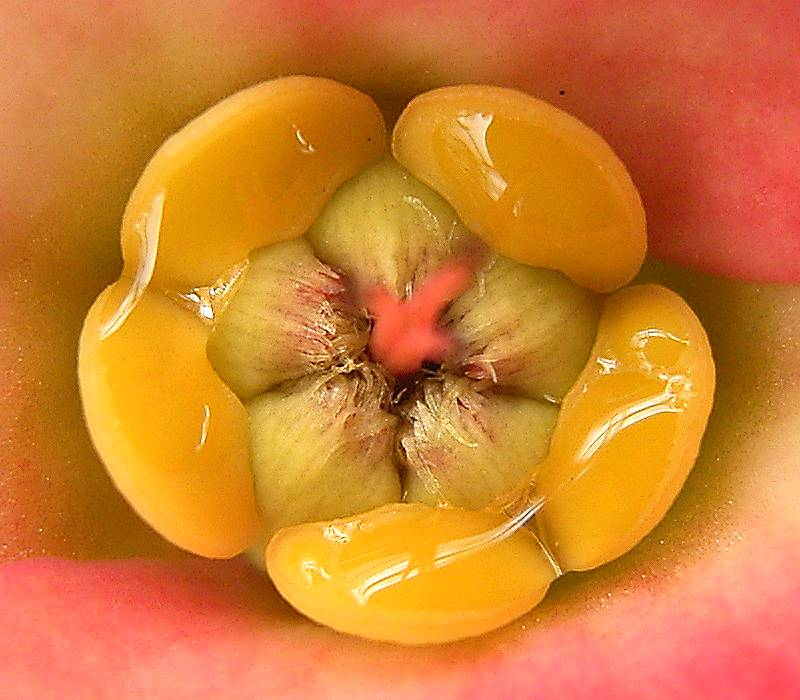
Nahaufnahme eines Cyathiums von Euphorbia milii. Zwischen den Nektardrüsen ragen die „Zipfel“ über die Öffnung des Involukrums.
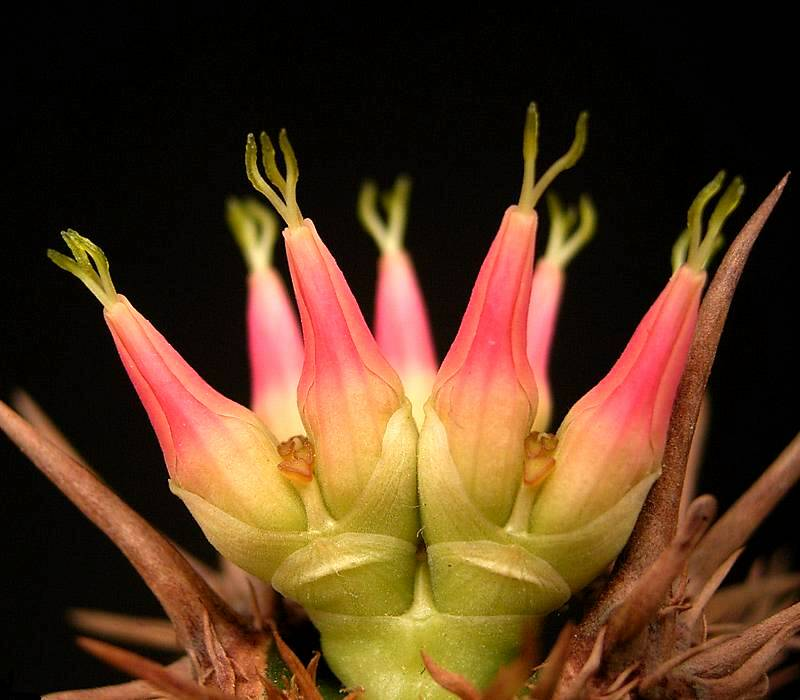
Bei Euphorbia neohumbertii ist das Paar Cyathophyllen schützend um die Cyathien gewickelt. Gut erkennbar sind die sterilen und nackten Cyathien, die nur der Nektarproduktion dienen
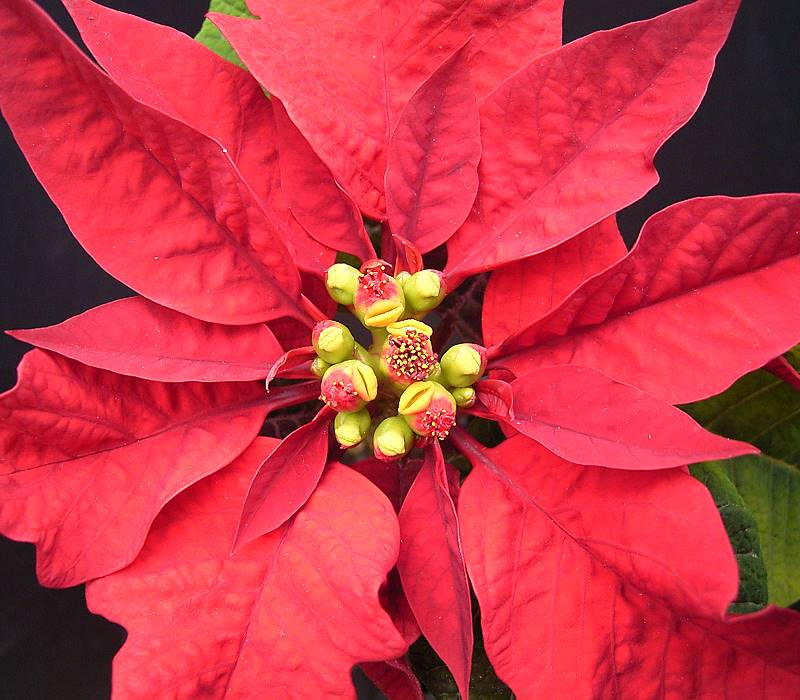
Die Cyathien des Weihnachtssterns (Euphorbia pulcherrima) sind von leuchtend roten Hochblättern umgeben
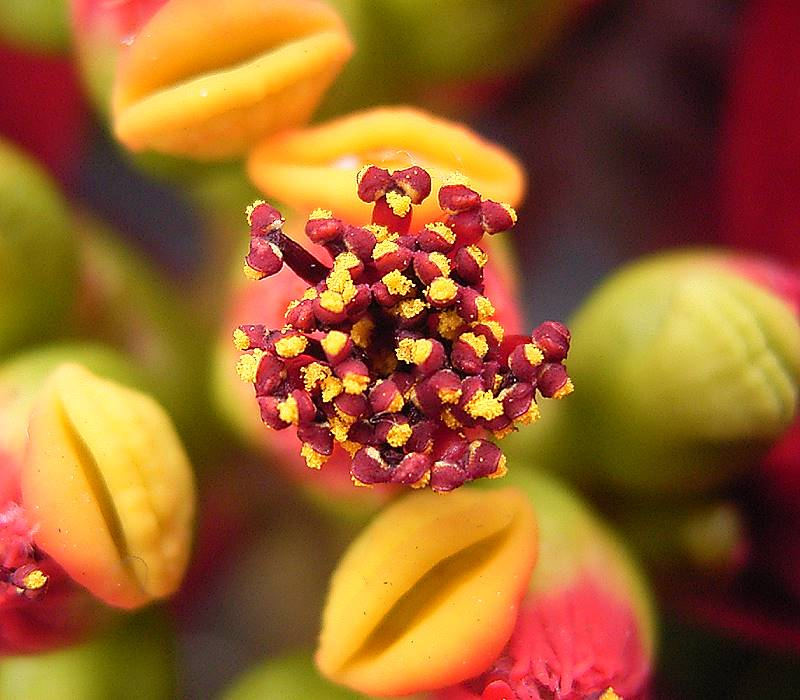
Die Cyathien von Euphorbia pulcherrima tragen nur ein oder zwei lippenförmige Nektardrüsen
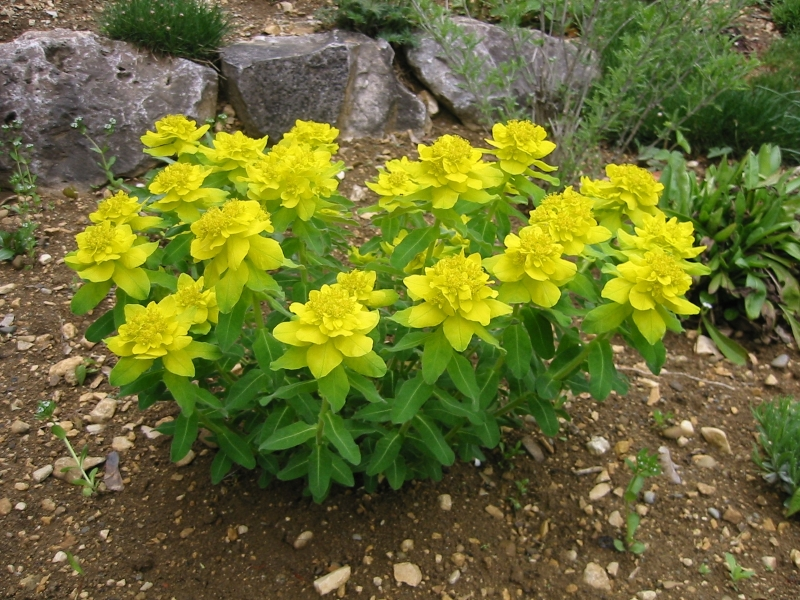
Die Hochblätter der Euphorbia epithymoides sind leuchtend gelb gefärbt
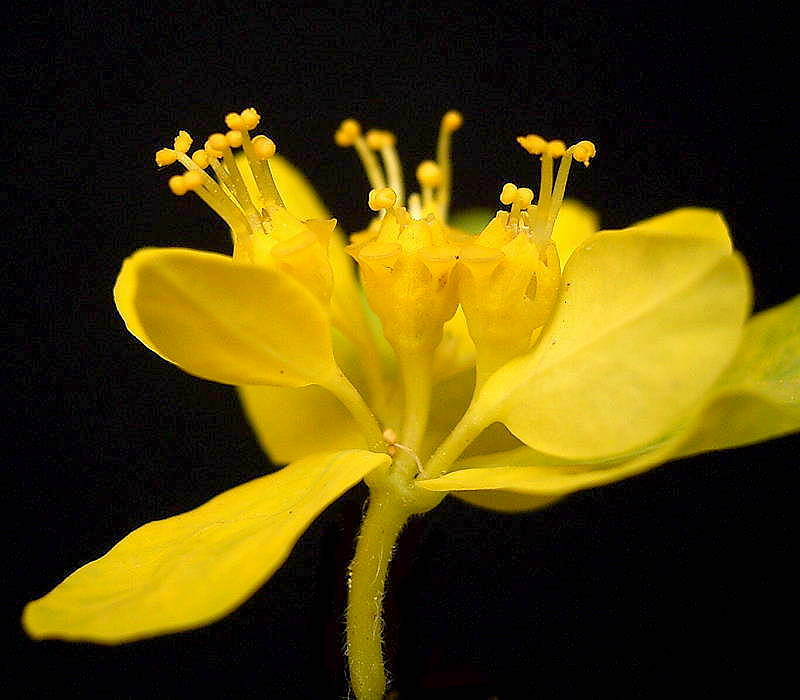
Auch die Cyathien der Euphorbia epithymoides sind leuchtend gelb
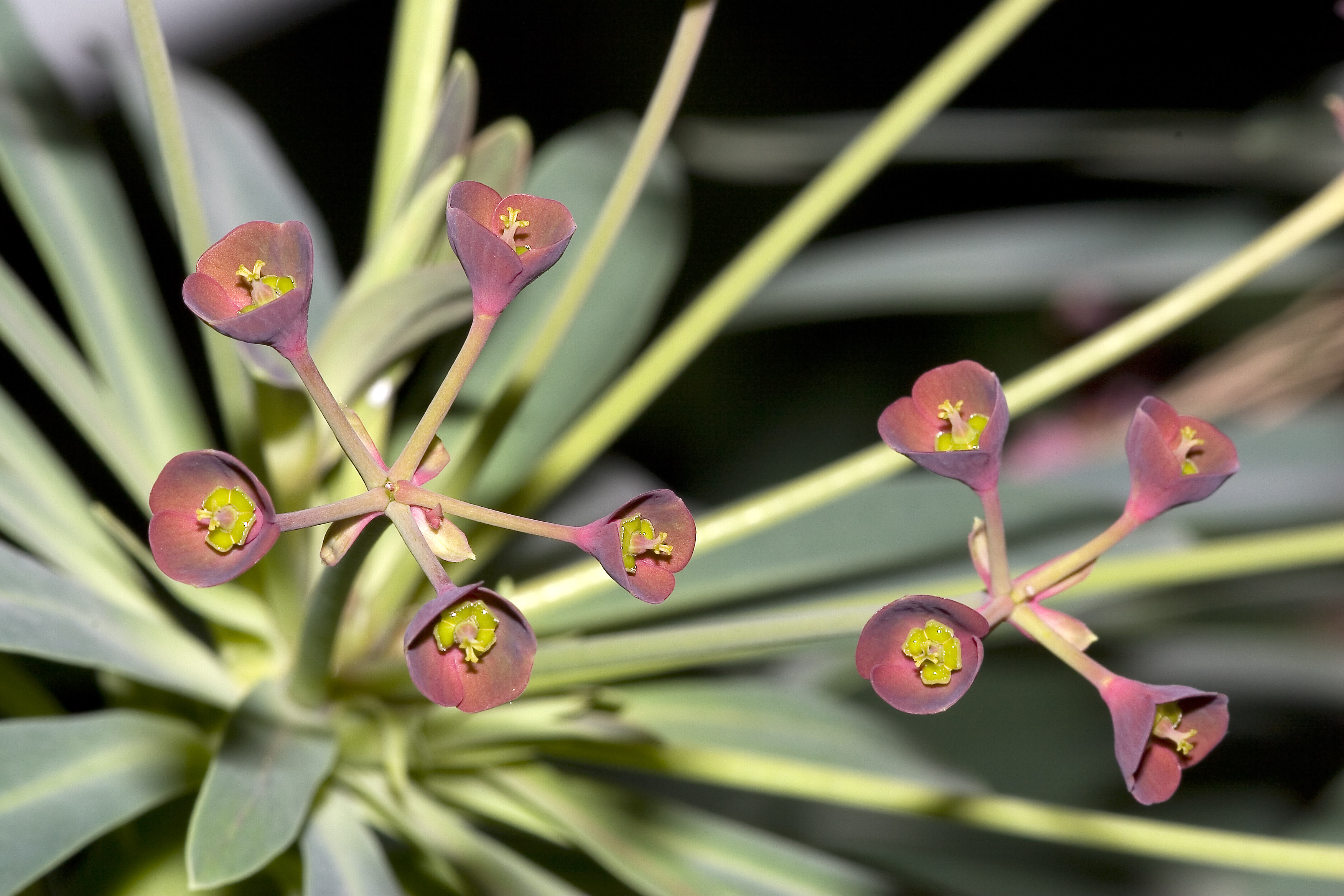
Die violetten Hochblätter der Euphorbia atropurpurea bilden einen auffallenden Kontrast zu den gelbgrünen Nektardrüsen
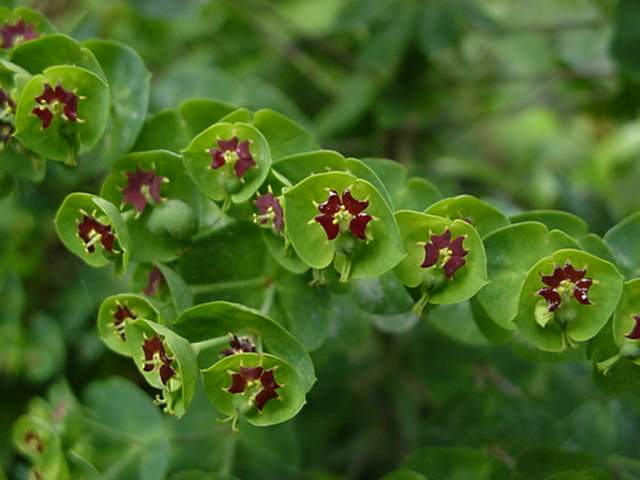
Die Nektardrüsen von Euphorbia lathyris tragen zwei hornförmige Fortsätze
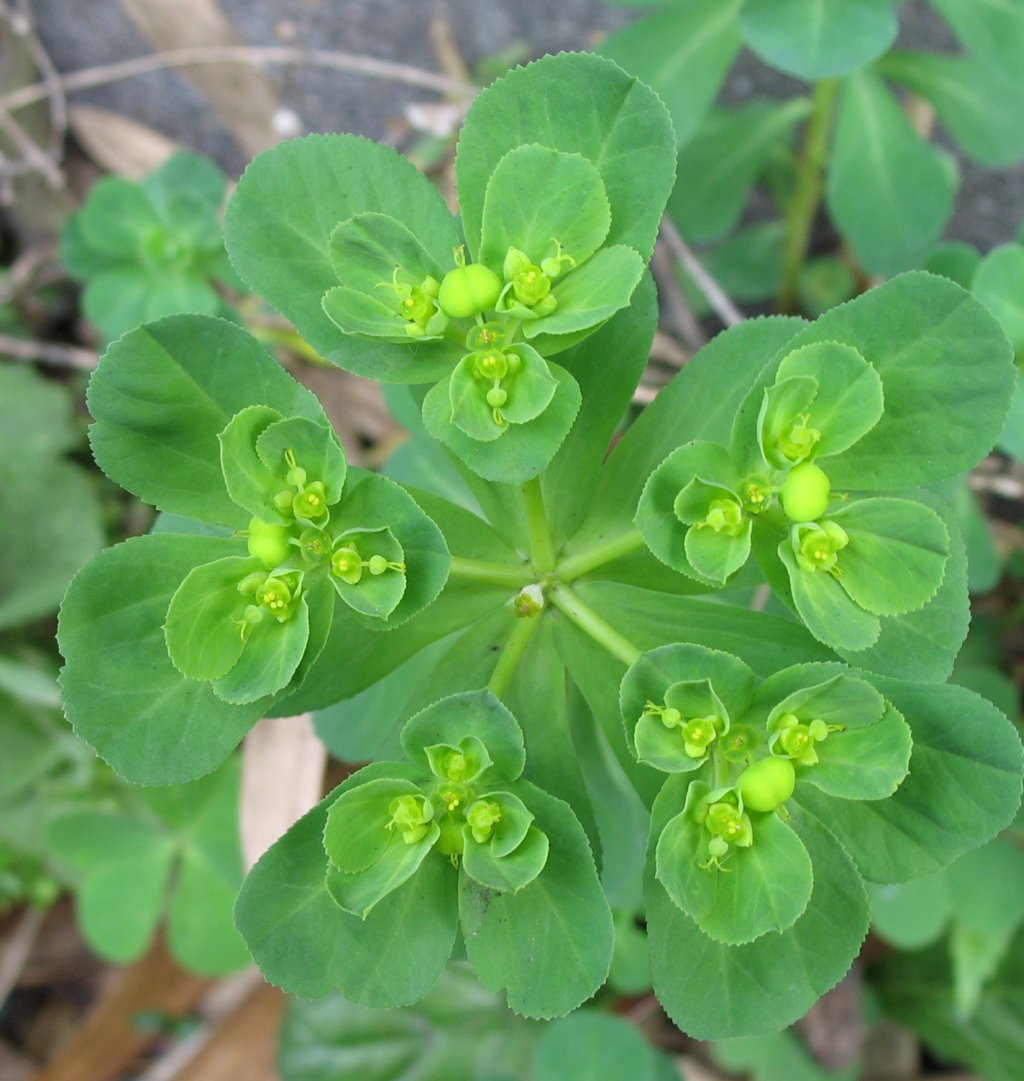
Die Sonnenwend-Wolfsmilch (Euphorbia helioscopia) zeigt eine scheindoldige Anordnung der Cyathien
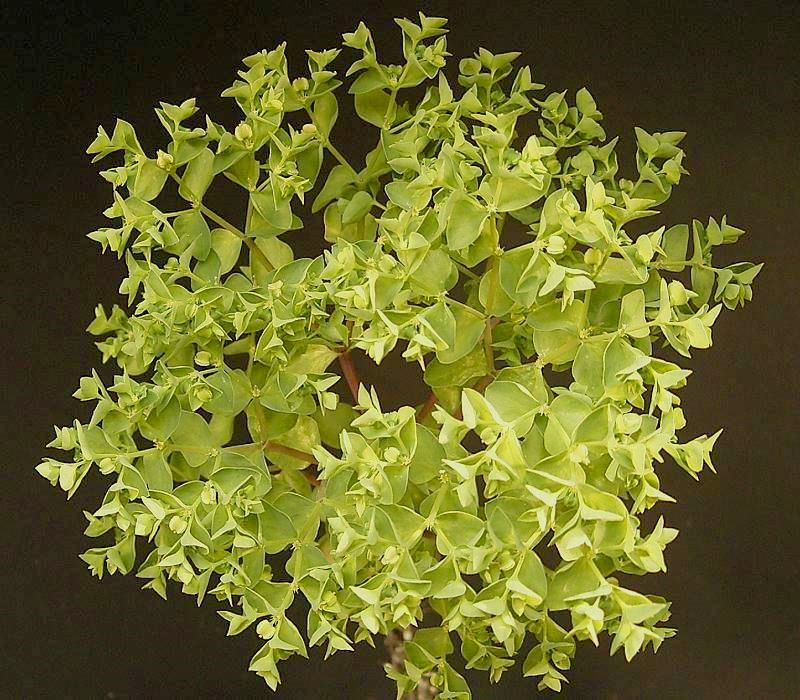
Euphorbia peplus hat nur kurzlebige echte Blätter und besteht fast ausschließlich aus dem scheindoldigen Blütenstand mit vielen Hochblättern